# 에리크 피스칼
에리크 피스칼(네덜란드어: Eric Viscaal, 1968년 3월 20일, 노르트-브라반트 주 에인트호번 ~)은 네덜란드의 전직 프로 축구 선수로, 현역 시절 공격수로 활약했다. 그는 주로 벨기에 무대(베베런, 헨트, 메헬렌 등)에서 활약했다. 그는 네덜란드 국가대표팀 경기에도 5번 출전했고, 유로 1992에 자국을 대표로 참가했다. 피스칼은 1988-89 시즌에 벨기에 올해의 프로 축구 신인 선수로도 선정되었다.

## 수상

### 클럽
PSV
- 에레디비시: 1986–87, 1987–88
- KNVB 베커르: 1987–88
- 유러피언컵: 1987–88

그라스호퍼
- 나치오날리가 A: 1995–96

## 기타
- 1989년, 그는 벨기에 프로 축구 올해의 신인 선수로 선정되었다.
- 1992-93 시즌, 헨트와 세르클러 브뤼허 간 경기에서 헨트의 골키퍼가 퇴장당했었다. 세르클러 브뤼허는 페널티 킥 기회를 잡았다. 헨트는 교체할 수 없는 상황임에 따라 피스칼을 수문장으로 내세웠고, 피스칼은 요시프 베베르가 찬 페널티 킥을 막았다. 1분 후에는 헨트가 페널티 킥을 차게 되었다. 피스칼이 반대편 문전으로 걸어나가 동점골을 기록했다. 이 경기는 1-1 무승부로 끝났다.[1]